# Kensuke Ushio
Kensuke Ushio (牛尾 憲輔?, Ushio Kensuke, conosciuto anche come Agraph; Tokyo, 1º marzo 1983) è un compositore giapponese, noto per aver lavorato alle colonne sonore de La forma della voce - A Silent Voice, Chainsaw Man, Devilman Crybaby e DanDaDan.

## Biografia
Nasce a Tokyo il 1° marzo 1983, e già da piccolo impara a suonare il pianoforte. Durante l'università, dove ha studiato arte e musica, ha imparato a utilizzare il software Pro Tools, per poi firmare il suo primo progetto all'età di vent'anni come artista techno. La sua carriera inizia ufficialmente nel 2007 sotto il nome di Agraph, ma pubblica il suo album di debutto, A Day, Phases, nel dicembre del 2008. Due anni dopo pubblica il suo secondo album, Equal, che entra nella Oricon Album Charts. Nel 2011 Ushio con alcuni membri dei Number Girl e dei Supercar forma una superband chiamata Lama, la quale pubblica due album: New! nel 2011 e Modanica nel 2012, entrambi posizionati rispettivamente al 21º e 37º posto della Oricon Album. Dopo il suo coinvolgimento nei Lama, nel 2016 pubblica il suo terzo album in studio intitolato The Shader. 

### Colonne sonore
Per quanto riguarda il lavoro nelle colonne sonore, Ushio si è sempre concentrato sui progetti di animazione. Per il cinema e la TV ha composto le musiche di Space Dandy, La forma della voce - A Silent Voice, Liz e l'uccellino azzurro e Boogiepop and Others. Oltre a essere uno stretto collaboratore di Masaaki Yuasa e Naoko Yamada, lavora molto anche con lo studio Science Saru, per il quale si è occupato delle musiche di Ping Pong, Devilman Crybaby, Japan Skins: 2020 e The Heike Story. Per quest'ultimo Ushio ha combinato l'ambient con i tipici strumenti giapponesi, enfatizzando su richiesta del regista il suono del biwa. Nel dicembre 2021 Ushio viene confermato dallo studio MAPPA per realizzare la colonna sonora dell'adattamento anime di Chainsaw Man, premiata poi nell'ottobre del 2022 da TV Tokyo e altre reti televisive. Ushio ha considerato questa colonna sonora come una sfida, dal momento che non aveva mai composto per una serie basata su un manga shonen molto popolare, e ha collaborato con i Sony Computer Science Laboratories per unire alla batteria dei suoni di una motosega campionati. Ushio ha anche lavorato alle musiche del remake di Live a Live, originariamente composte nel 1994 da Yoko Shimomura.

## Discografia

### Solista
- 2008 – A Day, Phase
- 2010 – Equal
- 2016 – The Shader

### Con i Lama
- 2011 – Now
- 2012 – Modanica

### Colonne sonore
- 2014 – Space Dandy
- 2014 – Ping Pong
- 2016 – La forma della voce - A Silent Voice
- 2018 – Devilman Crybaby
- 2018 – Liz e l'uccellino azzurro
- 2019 – Boogiepop and Others
- 2020 – Japan Skins: 2020
- 2021 – Words Bubble Up Like Soda Pop
- 2021 – The Heike Story
- 2022 – Live a Live
- 2022 – Chainsaw Man
- 2023 – Make My Day
- 2023 – The Dangers in My Heart
- 2023 – Heavenly Delusion
- 2024 – I colori dell'anima - The Colors Within
- 2024 – DanDaDan
- 2024 – Orb: On the Movements of the Earth
- 2025 – Chainsaw Man: The Movie